# Mata (kommun)
Mata är en kommun i Brasilien.   Den ligger i delstaten Rio Grande do Sul, i den södra delen av landet, 1 700 km söder om huvudstaden Brasília. Antalet invånare är 5 111. Arean är 312 kvadratkilometer.
Terrängen i Mata är platt åt sydväst, men åt nordost är den kuperad.
Omgivningarna runt Mata är huvudsakligen savann. Runt Mata är det glesbefolkat, med 13 invånare per kvadratkilometer.